# Frödisch
Die Frödisch oder der Frödischbach ist ein fast 13 Kilometer langer, geschiebereicher Gebirgswildbach, der vom Hohen Freschen westwärts durch das waldreiche, unbewohnte Frödischtal fließt und bei Sulz im Vorarlberger Bezirk Feldkirch von rechts in die Frutz mündet.

## Name
Im Jahr 1417 taucht der Fluss als Fridisch erstmals urkundlich auf. Der Name leitet sich wohl vom romanischen Wort fruda für Wasserfall, Sturzbach ab.

## Geographie

### Quellgebiet

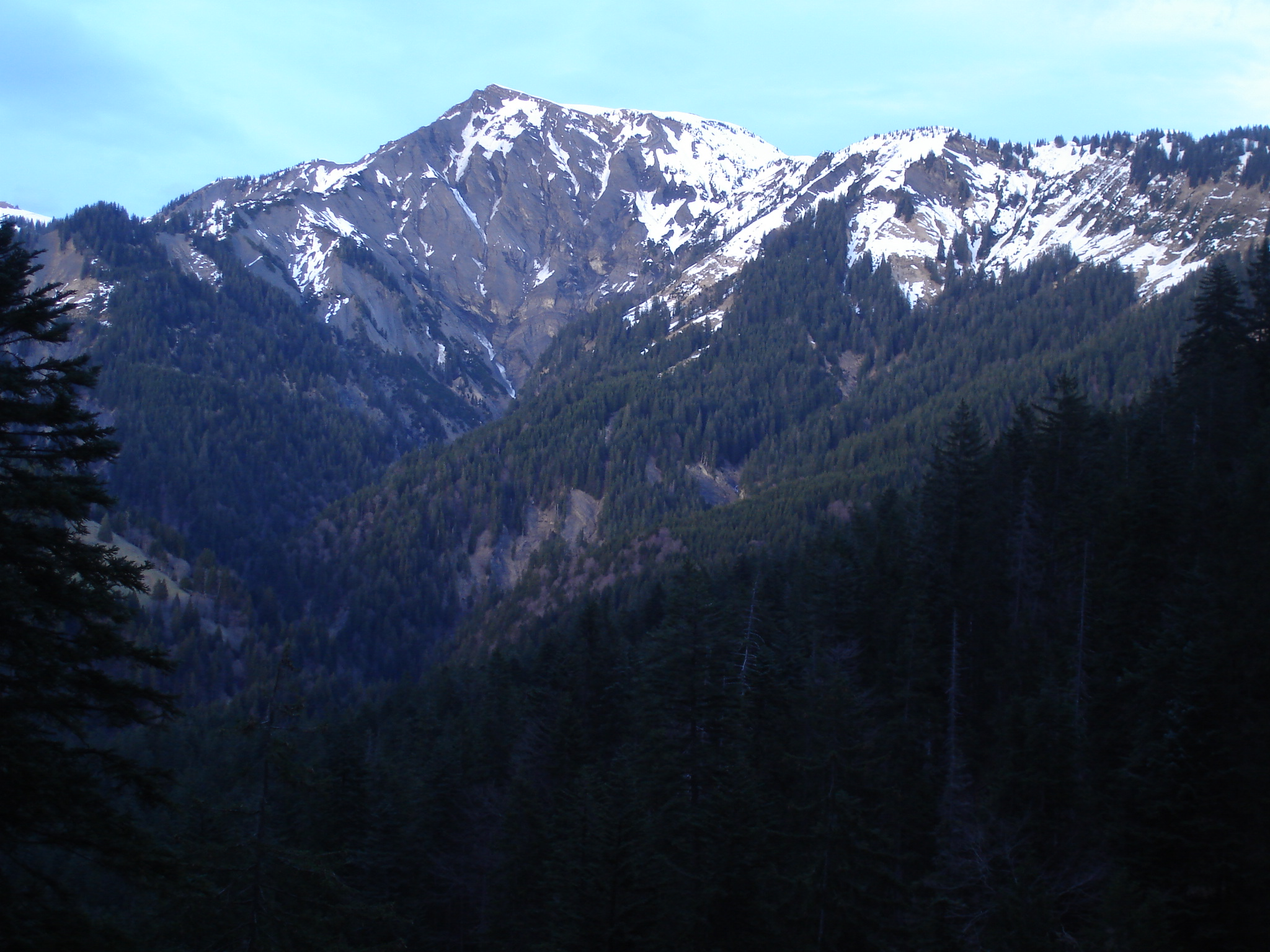
Blick ins Quellgebiet der Frödisch, in das Frödischtobel.

Die Frödisch entspringt westlich der Freschengruppe auf einer Höhe von 1486,2 m ü. A. auf dem Gebiet der Gemeinde Zwischenwasser. 
Die Quelle liegt etwa einen halben Kilometer südwestlich des Hohen Freschen (2004 m ü. A.), der mit 600 m hohen Wänden ins Quellgebiet der Frödisch, ins Frödischtobel abstürzt.

### Verlauf
Die Frödisch fließt zunächst westsüdwestwärts durch ihren engen und bewaldeten Tobel, nimmt dann bei Fluss-km 11,075 auf ihrer rechten Seite den aus dem Nordnordosten kommenden Valüratobelbach auf und wendet sich danach nach Südsüdwesten. Bei Fluss-km 10,65 fließt ihr auf der linken Seite, der aus dem Osten kommende Rindereggtobelbach zu.

### Zuflüsse
- Valüratobelbach (rechts), 1,0 km
- Rindereggtobelbach (links), 1,6 km
- Schwammtobelbach (links), 2,6 km
- Spiegeltobelbach (rechts), 1,7 km
- Gunztobel(bach) (links), 1,2 km
- Litatobelbach (rechts), 1,8 km
- Breiteggtobel(bach) (links), 0,6 km
- Engerestobelbach (rechts), 2,8 km
- Fitzistobelbach (rechts), 1,5 km
- Lindenbodentobel(bach) (links), 1,4 km
- Cachäustobel(bach) (links), 1,2 km
- Großer Ruchtobel(bach) (links), 1,0 km
- Kleiner Ruchtobel(bach) (links), 0,9 km
- Kühtobel(bach) (links), 0,7 km
- Molatobel(bach) (links), 2,0 km
- Bachtobelbach (rechts), 1,3 km
- Wiegentobel(bach) (links), 0,5 km
- Mühlbach[4] (rechte Abzweigung), 2,8 km
- Mühltobel(bach) (links), 6,0 km
- Schulertobel(bach) (links), 3,0 km
- Dallabisbach (links), 1,1 km

### Orte

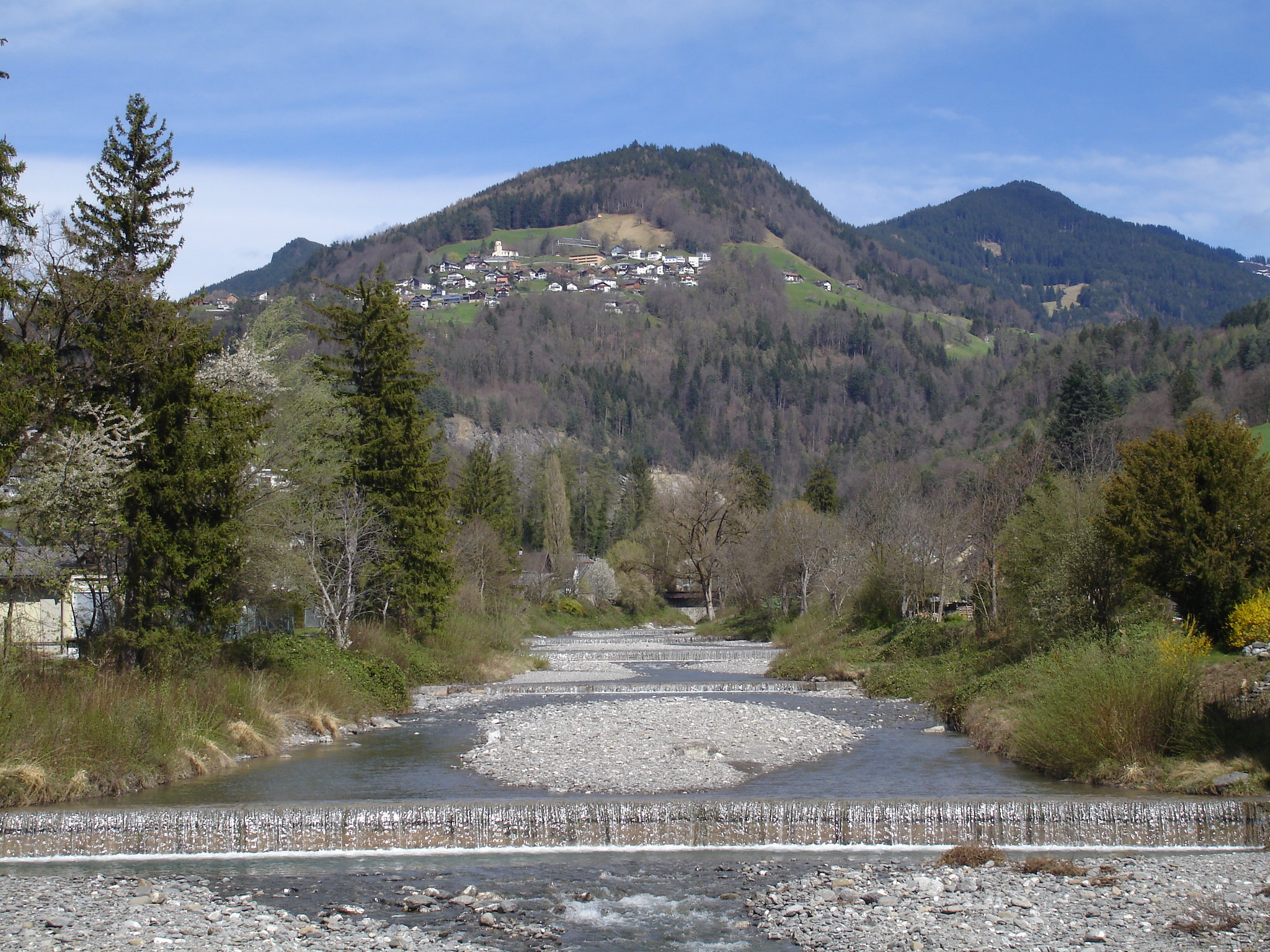
Die verbaute Frödisch in Muntlix kurz vor der Mündung in die Frutz. Darüber Viktorsberg (879 m) und die Letze (1174 m).

Größere Orte am Fluss sind:
- Röthis
- Muntlix
- Sulz
- Dafins
- Viktorsberg

## Natur und Umwelt

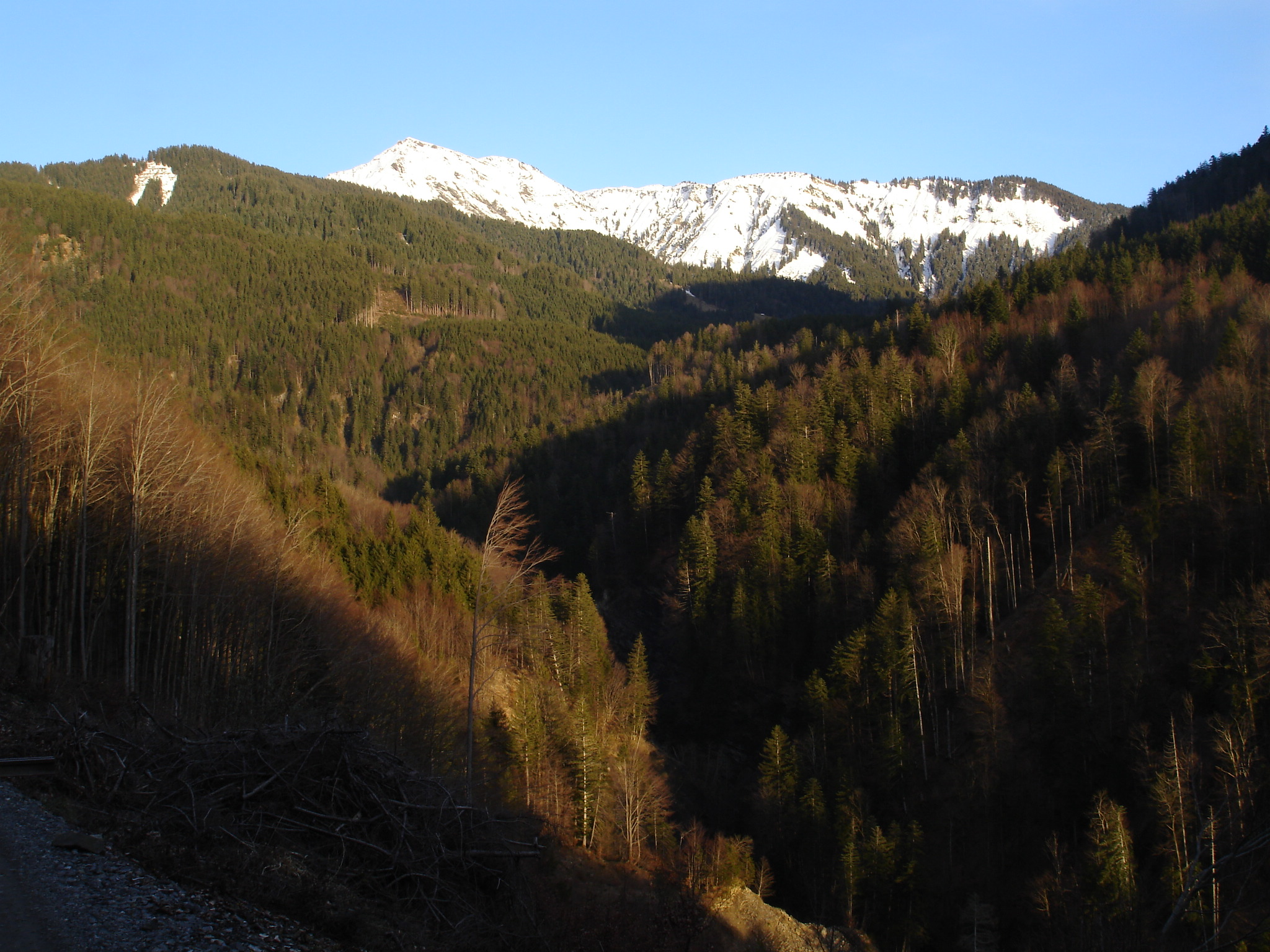
Das hintere Frödischtal mit dem bewaldeten Dümelekopf (links) und dem verschneiten Hohen Freschen rechts dahinter.

Am Ober- und Mittellauf ist die Frödisch ein weitgehend unberührtes und natürliches Gewässer. Der Unterlauf ist gegen die Hochwassergefahr durch Dämme verbaut.
Das Frödischtal gilt seit jeher als Lebensraum von Rauhfußhühnern.

## Wirtschaft

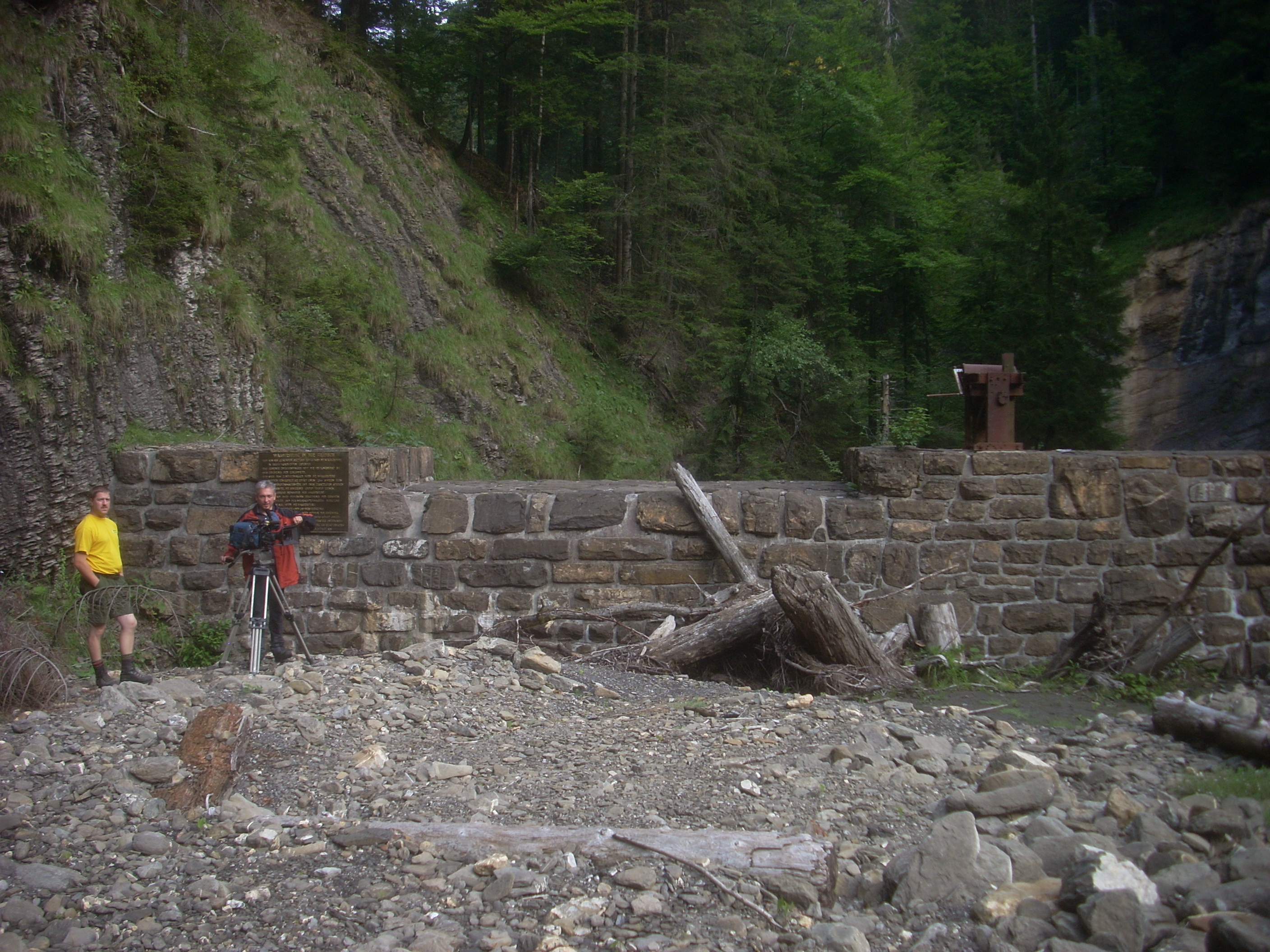
Die alte Wasserstube im Frödischtal mit Blick von der Wasserseite auf die Staumauer.

1825 wurde eine Wasserstube im Oberlauf der Frödisch für die Holztrift gebaut. Mehrmals von den Naturgewalten zerstört oder beschädigt und wieder instand gesetzt, diente sie bis 1971 zum Triften. Die Mauer staute früher einen kleinen See, der schlagartig entleert wurde und somit den zum Triften benötigten Wasserschwall lieferte, an. Inzwischen ist der ehemalige Stausee nahezu völlig mit Geschiebe gefüllt. Die Staumauer wurde 1997 nochmals instand gesetzt, um eine Mobilisierung dieser Geschiebemassen zu verhindern. Von der Pöpiswiesalpe führt ein Weg in 10 Minuten dorthin.
Im Lithatobel, einem rechten Seitental des Frödischtales, wurde seit 1965 ein Steinbruch betrieben. Infolge unsachgemäßer Abbaumethoden gilt dieser als instabil; Steinschlag und Felssturz bedrohen den von Wanderern, Radfahrern, Alp- und Waldbewirtschaftern genutzten Schönbuchweg. Die Bezirkshauptmannschaft Feldkirch ordnete an, die aus ihrer Sicht labilen Felspartien mit einer Kubatur von etwa 137 500 m³ zu sprengen und abzutransportieren. Dies wiederum rief Bürgerinitiativen, die meinten, ein wesentlich weniger umfangreicher Gesteinsabtrag genüge zur Sicherung der ehemaligen Abbaustätte, auf den Plan. Sie sehen den Erholungswert des Tales durch umfangreichen LKW-Verkehr gefährdet. Kurz vor dem Talausgang befindet sich orographisch rechts ein weiterer Steinbruch, anschließend durchquert das Gewässer das Gelände des Baustoffproduzenten Röfix.